# Sistema de transmisión
En telecomunicaciones, un sistema de transmisión es un conjunto de elementos interconectados que se utiliza para transmitir una señal de un lugar a otro y en diferentes sentidos. La señal transmitida puede ser eléctrica, óptica o de radiofrecuencia.
Algunos sistemas de transmisión están dotados de repetidores que amplifican la señal antes de volver a retransmitirla. En el caso de señales digitales estos repetidores reciben el nombre de regeneradores ya que la señal, deformada y atenuada por su paso por el medio de transmisión, es reconstruida y conformada antes de la retransmisión. 
Los elementos básicos de cualquier sistema de transmisión son la pareja multiplexor/demultiplexor (que pueden ser analógicos o digitales), los equipos terminales de línea y, en su caso, los repetidores o regeneradores .
Los multiplexores pueden ser de división de frecuencia o de división de tiempo.
El equipo terminal de línea consta de los elementos necesarios para adaptar los multiplexores al medio de transmisión, sea este un conductor metálico, fibra óptica o el espacio radioeléctrico. En el equipo terminal se incluyen además los elementos de supervisión de repetidores o regeneradores así como, en caso de ser necesario, el equipo necesario para alimentar eléctricamente (telealimentar) a estos repetidores o regeneradores intermedios cuando ello se hace a través de los propios conductores metálicos de señal.
En los modernos equipos de transmisión de la Jerarquía Digital Síncrona (SDH) estas funciones de supervisión y adaptación al medio, generalmente óptico, están concentradas en el mismo equipo.